# Валли-ди-Комаккьо
Ва́лли-ди-Кома́ккьо (итал. Valli di Comacchio) — комплекс мелководных солоноватых лагун в Италии на территории провинций Равенна и Феррара региона Эмилия-Романья. Площадь — 115 км², глубина — до 7 м.
Расположено в самой южной части дельты реки По. Озеро образовалось в результате намыва широкой песчаной косы, которая перегородила бывшую лагуну Адриатического побережья.
Валли-ди-Комаккьо расположено ниже уровня моря, на высоте −0,6 м.